# ホルヘ・ソラリ
ホルヘ・ソラリ（Jorge Raúl Solari, 1941年11月11日 - ）は、アルゼンチン・ブエノスアイレス出身の元サッカー選手、サッカー指導者。サッカー選手のサンティアゴ・ソラーリ及びエステバン・ソラーリは甥。

## 経歴
1966年に選手として、1994年に監督としてワールドカップを経験した。Jリーグ・横浜マリノスの監督も務めた。

## 所属クラブ
- ニューウェルズ・オールドボーイズ 1960-1961
- CAベレス・サルスフィエルド 1962-1963
- CAリーベル・プレート 1964-1969
- エストゥディアンテス・デ・ラ・プラタ 1970

## 指導歴
- CAロサリオ・セントラル 1973
- テコスUAG
- アトレティコ・ジュニオール
- ミジョナリオスFC 1977-78
- クラブ・レナト・セサリニ（スペイン語版） 1978-1979
- CAベレス・サルスフィエルド 1980
- クラブ・レナト・セサリニ 1981-1983
- ニューウェルズ・オールドボーイズ 1983-1987
- CAインデペンディエンテ 1987-1989
- CDテネリフェ 1990-1992
- クラブ・レナト・セサリニ
- ニューウェルズ・オールドボーイズ
- サウジアラビア代表 1994
- 横浜マリノス 1995
- CAロサリオ・セントラル 1995
- クラブ・アメリカ 1997
- CAアルドシビ（スペイン語版）
- クラブ・レナト・セサリニ
- CDウアチパト
- AAアルヘンティノス・ジュニアーズ 2002
- バルセロナSC 2003
- クラブ・アルマグロ 2003-2004
- CAティロ・フェデラル・アルヘンティーノ（スペイン語版） 2004
- バルセロナSC 2004-2005
- クラブ・アルマグロ 2005
- ティロ・フェデラル 2005-2006
- アトレティコ・トゥクマン 2006-2008

## 代表歴

### 試合数
- 国際Aマッチ 10試合（1966年-1968年）[1]

| アルゼンチン代表 | 国際Aマッチ | 国際Aマッチ |
| 年               | 出場        | 得点        |
| ---------------- | ----------- | ----------- |
| 1966             | 5           | 0           |
| 1967             | 1           | 0           |
| 1968             | 4           | 0           |
| 通算             | 10          | 0           |